# Eduardo Mario Cigliano
Eduardo Mario "Pibe" Cigliano (28 de diciembre de 1928, Quilmes - 27 de diciembre de 1977, La Plata), fue un investigador argentino especializado en el campo de la arqueología y la antropología. Fue docente en la carrera de antropología en Facultad de Ciencias Naturales y Museo de la Universidad Nacional de La Plata y jefe de la División Antropología en el Museo de La Plata.

## Primeros años y vida familiar
Hijo de Salvador Cigliano y Avelina Rosa Martina Gallo y hermano de Beatriz Alicia y Susana Raquel, Eduardo Cigliano nació en la ciudad bonaerense de Quilmes. Realizó sus primeros estudios en la Escuela N°1 y el secundario en el Colegio Nacional de esa ciudad. Posteriormente, dictaría clases de ciencias biológicas en esta última institución (donde también era preceptor) y en otros establecimientos educativos de su ciudad natal.
Cursó la carrera de biología en la Universidad Nacional de La Plata y rápidamente se volcó hacia la antropología, que por aquel entonces no existía como carrera universitaria en el país.
Se casó con  Martha Sordelli y tuvo dos hijas: María Marta -entomóloga- y María Andrea -profesora de Lengua Inglesa.

## Trayectoria
En 1955, se doctoró en la Facultad de Ciencias Naturales y Museo de la Universidad Nacional de La Plata. A pesar de su formación de grado como biólogo, su tesis fue dirigida por el arqueólogo Alberto Rex González y versó sobre un tema antropológico, con el título Arqueología de la zona de Famabalasto. Provincia de Catamarca. República Argentina. No obstante esta supervisión, Cigliano se reconocía discípulo de Fernando Márquez Miranda, quien estaba exonerado de la Universidad en aquel momento. A pesar de la relación discípulo-maestro, Cigliano presentó varias discontinuidades respecto a Marquez Miranda.
Luego de la defensa de la tesis, González y Cigliano tuvieron conflictos, que se acrecentaron por el regreso de Márquez Miranda (como decano interventor de la facultad durante la llamada Revolución Libertadora y como jefe de la División Arqueología del Museo de La Plata). Esta reincorporación acompañó el ascenso de Cigliano como jefe de la División Antropología del Museo en 1955, en reemplazo de Milcíades Vignati.
En paralelo, en 1958 Cigliano asumió la dirección del Instituto de Arqueología de la Facultad de Filosofía y Letras de la Universidad Nacional del Litoral, en Rosario (cargo que hasta entonces estaba ocupado por González). En esta universidad consolidó un equipo de colaboradores con los cuales realizó investigaciones en el Valle de Santa María en Catamarca.
Fue integrante de la carrera de investigador científico del Consejo Nacional de Investigaciones Científicas y Técnicas y formó parte de la Comisión Asesora de Ciencias Históricas y Antropológicas.
En 1963 participó del primero de una serie de eventos que tendrían gran trascendencia disciplinar a nivel local: la realización, en Olavarría, de una mesa de debate en torno a los problemas y métodos de la antropología argentina. En este evento participaron referentes de todo el país, como Eduardo Casanova, Alberto Rex González, José Cruz, Pedro Krapovickas, Enrique Palavecino, María Delia Millán, Guillermo Madrazo y Eduardo Cigliano. En esta mesa, que se cristalizó en el primer número de la revista Etnia, los participantes se autoproclamaron los "Coordinadores de la Antropología Argentina" y convocaron a una primera Convención Nacional de Antropología que se realizó en Villa Carlos Paz en mayo del 1964. A los fines de resolver problemas metológicos y terminológicos que afectaban a la disciplina y que requerían de cierto consenso, el temario del evento fue la unificación de la terminología cerámica, textil y lítica; reglas para la nomenclatura de líticos; normas descriptivas; y la Ley 9.080 de protección de yacimientos arqueológicos de 1913.
En 1965, el cambio producido en la organización espacial el Museo de La Plata por la mudanza de la División Arqueología, ubicaría a Cigliano en el grupo de "los de abajo", junto a investigadores como Armando Vivante y Néstor Palma, considerados por algunos autores como los más conservadores dentro de la institución, mientras que "los de arriba" son considerados más progresistas. Esta conformación fue reconocida durante más de una década, hasta 1976.
En 1966 formó parte de un hito en la historia de la arqueología a nivel regional, al ser miembro ejecutivo del XXVII Congreso Internacional de Americanistas realizado en Mar del Plata, en donde también fue coordinador de uno de los simposios.
Estando a cargo de la División Antropología realizó investigaciones arqueológicas en el Noroeste Argentino, las cuales en general se daban en un marco de cooperación entre las universidades de La Plata y el Litoral, tanto en lo que respecta a recursos materiales como humanos. También realizó investigaciones en el norte de la provincia de Buenos Aires y en Entre Ríos.
Durante 1967, Cigliano comenzó a realizar excavaciones en la ciudad preincaica de Tastil, ubicada en el Valle de Lerma (Salta). Como producto de cuatro años de trabajo de campo casi ininterrumpido y en el marco de un trabajo realizado por un equipo de investigadores del Museo de La Plata, la Universidad de Buenos Aires, la Universidad Nacional de Córdoba y la Universidad de Groningen, en 1973 publicó una obra monográfica llamada Tastil. Una ciudad preincaica argentina. Esta obra, prologada por Oswald Menghin, pone en evidencia una concepción colectiva y multidisciplinar de la investigación. y contó con capítulos escritos por 16 autores. Los objetos obtenidos en las excavaciones en Tastil fueron parte de las primeras colecciones del Museo de Antropología "Dr. Juan Martín Leguizamón" de Salta.
El equipo de Cigliano en la Universidad Nacional de La Plata se conformaría por Rodolfo Raffino, Horacio Calandra, Susana Ringuelet, Diana Rolandi de Perrot, María Amanda Caggiano, Jorge Fernández y los técnicos Reynaldo de Santis y Héctor Díaz.
En la Universidad Nacional de La Plata, Cigliano fue el profesor asesor de Ana Fernánez y de María Amanda Caggiano en sus tesis de licenciatura, requerida para cumplir con la formación de grado hasta el año 1973. Además, fue director de las tesis de doctorado de Rodolfo Raffino (1970), Diana Rolandi de Perrot (1972), Antonio Austral (1973) y Humberto Lagiglia (1977). En la Universidad del Litoral dirigió la tesis doctoral de Antonia Rizzo (1968). 
Luego de su muerte, Raffino continuó el legado académico de Cigliano en la Facultad de Ciencias Naturales y Museo, ya que fue quien se hizo cargo de algunas de las materias que estaban a su cargo. Por su parte, Horacio Calandra fue quien ocupó su lugar como jefe de la División Antropología hasta 1991.

### Labor docente
En la Facultad de Ciencias Naturales y Museo de la Universidad Nacional de La Plata, Cigliano fue docente prácticamente durante la totalidad de su carrera, articulando esta labor con el trabajo de investigación. Como jefe de la División Antropología del Museo se encontró al frente de asignaturas clave en la currícula, de la misma manera que Alberto Rex González -a cargo de la División Arqueología- y Armando Vivante -jefe de la División Etnografía-. En este sentido, se desempeñó como jefe de trabajos prácticos en Arqueología (1956-1960) y como profesor titular en las asignaturas Fundamentos de Antropología (1959-1963), Prehistoria general (1966), Prehistoria del Viejo Mundo (1966-1967), Arqueología Argentina (1967) y Técnicas de la investigación arqueológica (1966-1977).

## Membresías, premios y reconocimientos
Cigliano fue miembro de la Academia Nacional de Ciencias de Buenos Aires y la Sociedad Antropológica Chilena. También ostentó la membresía de la Sociedad Argentina de Antropología, formó parte de su comisión directiva y formó parte de la revista Relaciones de esa institución.

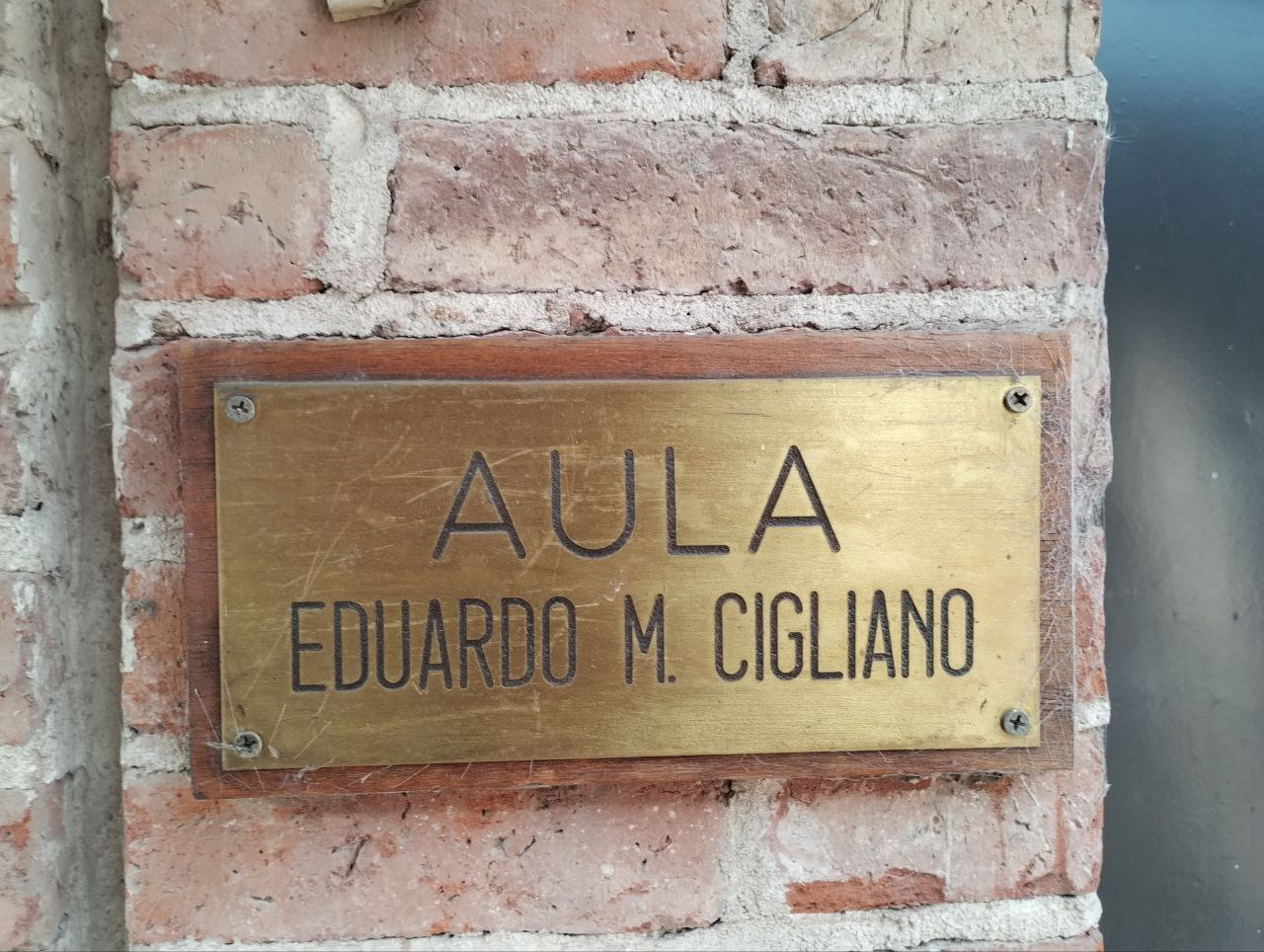
Placa conmemorativa en la Facultad de Ciencias Naturales y Museo.

En 1961 recibió el Premio a la producción científica de la Secretaría de Cultura de la Nación por su trabajo El Ampajanguense, en donde describe la cultura apajanguense del Valle de Santa María y postula su antigüedad superior a los 10000 años.
También obtuvo una distinción del Instituto de Cultura Hispánica para investigaciones sobre prehistoria de Europa.
En 1988 se creó la biblioteca de la Escuela Primaria N°56 de Quilmes, a la cual se bautizó "Dr. Eduardo Cigliano" en su memoria.
En la Facultad de Ciencias Naturales y Museo de la Universidad Nacional de La Plata, un aula lleva su nombre.